# Hemigraphis turnerifolia
Hemigraphis turnerifolia är en akantusväxtart som beskrevs av Raymond Benoist. Hemigraphis turnerifolia ingår i släktet Hemigraphis och familjen akantusväxter. Inga underarter finns listade i Catalogue of Life.